# 埃里克·奥尔松
埃里克·奥尔松（瑞典語：Erik Ohlsson，1884年11月20日—1980年9月19日），瑞典男子射击运动员。他曾代表瑞典参加1908年、1912年和1920年夏季奥林匹克运动会射击比赛，共获得一枚银牌和一枚铜牌。